# Mitchell Baker
Winifred Mitchell Baker (Oakland, 1957), més coneguda simplement com a Mitchell Baker, és la presidenta de la Fundació Mozilla i la presidenta i executiva en cap de la Corporació Mozilla, una subsidiària de la Fundació Mozilla que coordina el desenvolupament de les aplicacions d'Internet de codi obert Mozilla, inclosos el navegador web Mozilla Firefox i el client de correu electrònic Mozilla Thunderbird, entre d'altres.
Formada com a advocada, Baker coordina tant la part comercial com la política, i és part del consell d'administració de Mozilla. El 2005 la revista Time la va incloure entre les 100 persones més influents del món. L'estiu de 2012 va decidir traslladar-se a Europa per viure-hi un any. La ciutat escollida va ser Barcelona, on es va mudar amb la seva família al setembre de 2012.

## Educació i inserció al món laboral
Baker va obtenir una llicenciatura de tres anys en estudis asiàtics per la Universitat de Califòrnia a Berkeley el 1979, amb un certificat de distinció. Va rebre el seu postgraduat de la Boalt Hall School of Law, Universitat de Califòrnia a Berkeley, el 1987 i fou admesa a la State Bar of California el mateix any. De gener de 1990 a l'octubre de 1993 va treballar com a corporativa i propietat intel·lectual associada a Fenwick & West LLP, una práctica de dret que s'especialitza a oferir serveis legals a companyies de tecnologia punta. Aleshores, va treballar per a Sun Microsystems com a advocada general associada, des del novembre de 1993 fins a octubre de 1994.

## Netscape Communications Corporation i mozilla.org
El novembre de 1994, Baker va ser contractada com una de les primeres empleades del departament legal de Netscape Communications Corporation. Presentant-se directament al director executiu Jim Barksdale, va establir el departament inicial. Fou la responsable de la protecció de la propietat intel·lectual i dels assumptes legals relacionats amb el desenvolupament del producte, informant directament al Consell General. També va crear i dirigir un grup tecnològic del departament legal. Va estar involucrada en el projecte Mozilla des de la seva sortida, escrivint les llicències públiques de Netscape i Mozilla.
El febrer de 1999 Baker es va convertir en la directora general de mozilla.org. La divisió de Netscape coordinava el projecte de codi obert de Mozilla. El 2001 va ser despatxada durant una ronda d'acomiadaments d'America Online, aleshores societat matriu de Netscape. Tot i això, va continuar, voluntàriament, exercint el seu càrrec de directora general de mozilla.org.

## Open Source Applications Fundation o Fundació de less aplicacions de codi abierto
El novembre de 2002, Baker va ser contractada per l'Open Source Applications Foundation, ajudant a guiar les relacions entre els grups de la comunitat i prenent seient a la junta directiva d'aquesta. Des del començament també va prendre part del seu temps en resoldre les qüestions de mozilla.org. Això no obstant, la divisió gradual de les seves hores en aquesta nova empresa van començar a pesar més que les que dedicava a la seva feina de Mozilla, acabant amb la seva decisió de tornar a una feina de jornada completa a Mozilla al gener de 2005. Nogensmenys, va mantenir la seva cadira a la junta directiva d'OSAF.

## La Fundació Mozilla i la Corporació Mozilla
Baker va tenir un paper decisiu en la creació de la Fundació Mozilla, una fundació independent sense ànims de lucre, que va sortir a la llum el 15 de juliol de 2003 quan America Online va tancar la divisió del navegador Netscape i va retallar dràsticament la seva participació en el projecte Mozilla. Llavors Baker va ser elegida presidenta de la Fundació Mozilla i va prendre el seu lloc a la junta directiva, formada només per cinc persones.
Quan la Corporació Mozilla va ser llançada com a subsidiària subjecte a impostos de la Fundació Mozilla el 3 d'agost de 2005, Baker fou nomenada directora executiva de la nova entitat. A més, es va unir a la junta directiva de la Corporació Mozilla malgrat que va conservar també el seu lloc a la taula directiva de la Fundació Mozilla així com el seu paper de presidenta d'aquesta.
El 8 de gener de 2008, Mozilla va anunciar que Baker, malgrat que manté el seu rol de presidenta de la Fundació Mozilla, no seguiria duent a terme el reu càrrec de directora general de la Corporació, que pasaria a ser ocupat per John Lilly, actual president de la Corporació Mozilla. Les raons citades per aquest canvi són el ràpid creixement de Mozilla, que fa difícil als seus executius realitzar diferents funcions. En el futur, Baker enfocarà la seva visió en el missatge del projecte Mozilla, deixant els detalls pràctics de portar una corporació al director. Lilly, això no obstant, s'espera que prengui un paper més públic en el futur.
Registres públics indiquen que Baker va rebre 500.000$ com a retribució i beneficis per la seva feina en els múltiples rols que va desenvolupar per Mozilla el 2007.

## Vida personal
Mitchell Baker està casada amb Casey Dunn i té un fill.
El 2012 va anunciar que es mudaria a Europa, concretament a la ciutat de Barcelona, durant un any. Va instal·lar-se a la ciutat al setembre de 2012. Quan va arribar no tenia cap coneixement ni de castellà ni de català. Va triar aquesta ciutat perquè buscava un lloc on la llengua nativa no fos l'anglès però la gent fos amigable amb les persones de parla anglesa. A més, va destacar la bona situació geogràfica de Barcelona, la seva "internacionalitat" i la seva capacitat com a escenari tecnològic.